# Trust Me, I Got This!
Trust Me, I Got This! je point-and-click adventura vyvinutá českou firmou Amanita Design pro Global Game Jam Prague v roce 2020. Hru vytvořil tým tvořený Lukášem Kuncem, Adamem Berlingerem, Michalem Berlingerem a Václavem Blínem. Vznikala od 31. ledna do 2. února 2020. Dle vývojářů je inspirována skutečnými událostmi.

## Hratelnost
Hra se skládá z jediné obrazovky na níž je vidět byt s různými předměty. S nimi je možné manipulovat. Cílem je opravit televizi, pověsit zrcadlo a obraz či stáhnout rolety, což se však neobejde bez různých problémů, které pak musí hráč taktéž řešit. Jakmile hráč provede všechny potřebné akce, vrátí se do bytu jeho milá.